# Jean-Claude Baudracco
 (octobre 2022).
Si vous disposez d'ouvrages ou d'articles de référence ou si vous connaissez des sites web de qualité traitant du thème abordé ici, merci de compléter l'article en donnant les références utiles à sa vérifiabilité et en les liant à la section « Notes et références ».
Jean-Claude Baudracco est un comédien français né le 21 novembre 1956 à Marseille. Il a tenu un petit restaurant au sein d'armissan durant plusieurs années. Les murs de ce restaurant étaient tapissés d'acteur Marseillais, il était un vrai Fan de Marcel Pagnol et connaissait toutes les tirades de ces films entr'autre Marius, Fanny et César. 

## Biographie
Après des études au conservatoire Darius Milhaud d'Aix-en-Provence, Jean-Claude Baudracco devient ténor lyrique. Puis, il entame une carrière de comédien au cinéma, à la télévision et au théâtre. Dans les années 2000, il met en scène également plusieurs spectacles de théâtre, privilégiant le répertoire provençal. Ainsi, en 2010, il signe la mise en scène d’une adaptation théâtrale de La Fille du puisatier de Marcel Pagnol et en 2014, l'adaptation de Jofroi, d'après : Joffroi de la Maussan de Giono et les dialogues de Jofroi de Marcel Pagnol, pièce  créée à Gruissan en juin 2014, avec Michel Galabru dans le rôle-titre.

## Filmographie

### Cinéma
- 1994 : White lies (Vita Lögner) de Mats Ahren : le propriétaire viticulteur
- 1997 : Droit dans le mur de Pierre Richard : le touriste marseillais
- 2002 : Mon île de Serge-Élie Masson : le maire
- 2002 : Pas de repos pour les braves d'Alain Guiraudie : Dédé, le patron du bar
- 2004 : Baptiste de Serge-Élie Masson : Jacques, le patron du bar
- 2004 : Papa de Maurice Barthélemy : le réceptionniste de l’hôtel
- 2007 : Capréolus de Stéphane Kowalczyk : le revenant
- 2007 : Parlez-moi de la pluie d'Agnès Jaoui : le paysan niais
- 2010 : Je ne vous oublierai jamais de Pascal Kané : Charles-Paul
- 2010 : Coup d'éclat de José Alcala : le voisin au fusil
- 2011 : Crédit pour tous de Jean-Pierre Mocky : le voisin irascible
- 2012 : Augustine d'Alice Winocour : le cuisinier de la Salpêtrière
- 2013 : Les Invincibles de Frédéric Berthe : M. le maire
- 2017 : Le Poulain de Mathieu Sapin : Jean-Claude Escoffier, le Maire
- 2017 : Je grandirai demain  de Lucas Morales : le maire
- 2022 : Le Temps des secrets de Christophe Barratier : le Curé
- 2022 : Les Vieux Fourneaux 2 : Bons pour l'asile de Christophe Duthuron : Etienne de la Chope
- 2024 : Bergers de Sophie Deraspe : Joueur de pétanque
- 2025 : L'Homme qui a vu l'ours qui a vu l'homme de Pierre Richard : Gros Nono

### Télévision
- 1998 : Retour à Fonteyne, téléfilm de Philomène Esposito : André, l'ouvrier agricole
- 1999 : Trilogie marseillaise de Nicolas Ribowski : client à la terrasse, ami de Marius
- 1999 : Eve Castelas téléfilm de Renaud Bertrand : Émile le pêcheur
- 2000 : Jusqu'au bout de la route, téléfilm de Jérome Boivin : l'agent de police
- 2001-2004 : Le Camarguais, série : le voisin
- 2004 : Jaurès, naissance d'un géant, téléfilm de Jean-Daniel Verhaeghe : Melchior Grock, le maire sortant
- 2005 : Le Tuteur, Mariage blanc - réalisé par Edouard Molinaro : le patron de René
- 2005 : Les Courriers de la mort, téléfilm de Philomène Esposito : Félix
- 2005 : Gaspard le bandit, téléfilm de Benoît Jacquot : Marcelin, le marchand de vin
- 2006 : Le Temps des secrets et Le Temps des amours, téléfilms de Thierry Chabert : le maire
- 2008 : Hold-up à l'italienne, téléfilm de Claude Michel Rome, le régisseur de théâtre
- 2010 : Le Sang des Atrides de Bruno Gantillon : Laurent, le chasseur
- 2012 : No Limit, série TV écrite et produite par Luc Besson et réalisée par Didier Le Pêcheur : le voisin
- 2012 : Un village français  épisode 41 - série TV France 3 réalisée par Jean-Marc Brondolo : Marescaux
- 2014 : La Vallée des mensonges de Stanislas Graziani : Le maire
- 2014 : Crime en Aveyron de Claude-Michel Rome : Gilles Royer
- 2014 : La Voyante d'Henri Helman : Germain Barembois, le sourcier de la Drôme
- 2014 : Crimes et botanique - épisode 3 -  Une parcelle de bonheur -  de Lorenzo Gabriele : le brigadier Portal
- 2014 : Un père coupable de Caroline Huppert : le maire
- 2014 : Le sang de la vigne de Marc Rivière - épisode : Chaos dans le vin noir : Patriarche
- 2015 : La Promesse du feu de Christian Faure : le Journaliste, Vignod
- 2016 : Tandem d'Emmanuel Rigaut - TOUR DE PISTE - épisode 6 saison 1 : le villageois
- 2016 : Candice Renoir de Pascal Lahmani : Jean Perrot
- 2017 : La Promesse de l'eau de Christian Faure : le journaliste, Vignod
- 2019 : Candice Renoir de Pascal Lahmani - saison 8 - épisode 69 : M. Solignac
- 2019 : Le Voyageur de Stéphanie Murat - épisode la Permission de Minuit - rôle : Michel
- 2020 : Prière d'enquêter de Laurence Katrian - deuxième opus :Œil pour œil : Magnagnier
- 2022 : Toutouyoutou ( Série télévisée Saison 1) de Julien Patry : Pierrot
- 2023 : Killer Coaster de Nikola Lange : Giovanni Peroni (série Prime Vidéo)
- 2023 : Toutouyoutou ( Série télévisée Saison 2) de Julien Patry : Pierrot
- 2025 : Panda de Nicolas Cuche et Jérémy Mainguy : Michel Episode 5 saison2
- 2025 : A Priori de David Chamak et Olivier Chapelle : Roland

## Théâtre
- 1997-2004 : Au pays des cigales, spectacle cabaret-chansonnier
- 1998-2000 : Cigalon de Marcel Pagnol, mise en scène G. Faudot Bel
- 1998-2005 :  Le Midi à quatorze heures, spectacle chansonnier en duo avec Jean-Paul Joguin
- 2002-2004 : Marius de Marcel Pagnol, mise en scène Jean-Claude Baudracco
- 2006 : Y en aura pour tout le monde, spectacle chansonnier en duo avec Jean-Paul Joguin
- 2006-2007 : Fanny de Marcel Pagnol, mise en scène Jean-Claude Baudracco
- 2007-2008 : Vacances de rêve de Francis Joffo, mise en scène Francis Joffo
- 2010 : La Fille du puisatier de Marcel Pagnol, adaptation au théâtre et mise en scène
- 2010 : La Femme du boulanger de Marcel Pagnol, mise en scène Alain Sachs, rôle de Pétugue
- 2011 : La Femme du boulanger de Marcel Pagnol, Tournée province et Suisse, Productions Galabru, rôle d'Antonin
- 2012 : César de Marcel Pagnol, adaptation et mise en scène Jean-Claude Baudracco
- 2014 - 2015 : Jofroi d'après Jean Giono et Marcel Pagnol, mise en scène Jean-Claude Baudracco, avec Michel Galabru, tournée
- 2015 : La Femme du Boulanger de Marcel Pagnol - adaptation, mise en scène et rôle du boulanger - Tournée nationale
- 2017 : La Femme du boulanger et La Fille du puisatier de Marcel Pagnol - tournée
- 2018-2019 : Naïs de Marcel Pagnol - Adaptation théâtrale et mise en Scène : Jean-Claude Baudracco - Tournée
- 2022 : Manon des sources de Marcel Pagnol - Adaptation théâtrale et mise en Scène : Jean-Claude Baudracco - Tournée
- 2025 : La Trilogie marseillaise : César, Marius,Fanny de Marcel Pagnol, mise en scène Jean-Claude Baudracco - tournée

## Comédies musicales
- Riquet, le Canal du Midi, spectacle théâtral, musical et chorégraphique (musiques de Jean-Jacques Debout, chorégraphie de Michaël Denard, avec Pierre Maguelon, 2001)
- Eden Palace ou les Fantômes du music-hall, spectacle théâtral, musical et chorégraphique de Gilles Faudot Bel et Denis Bouvier (2004)